# Acanuno
Acanuno (Acanunu, Akanunu) ist eine Aldeia und Ort im osttimoresischen Suco Hera (Verwaltungsamt Cristo Rei, Gemeinde Dili). Acanuno bildet eine Aldeia Heras. Im Januar 2015 lebten in der Aldeia 2.562 Einwohner.

## Geographie

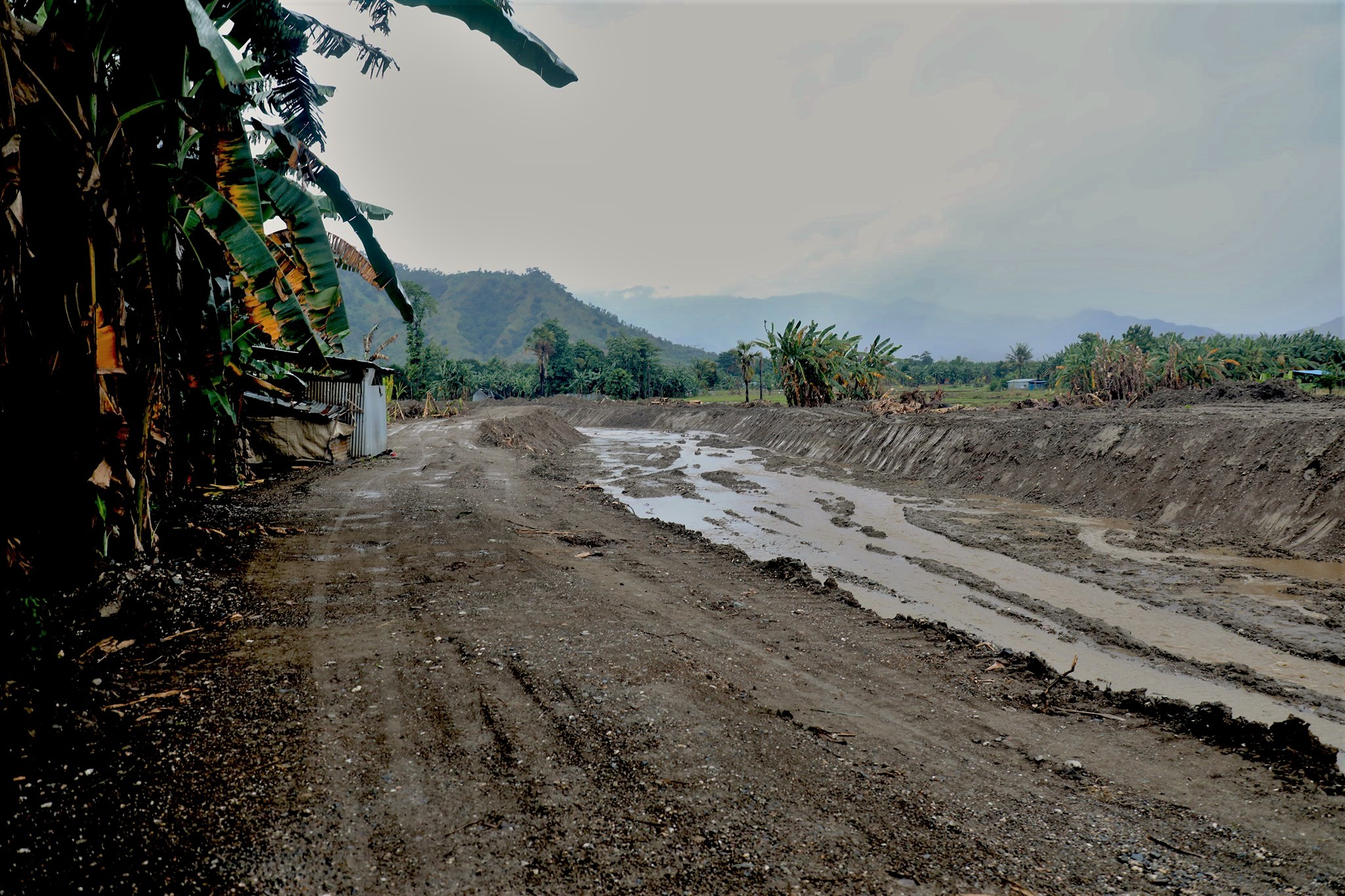
Der Quik in Acanuno

Der Ort Acanuno liegt im Zentrum des Sucos im Bergland Cristo Reis. An dem Dorf vorbei führt die nördliche Küstenstraße, die hier ein Stück landeinwärts führt und eine der wichtigsten Verkehrswege des Landes ist. Westlich liegt die Landeshauptstadt Dili, östlich Hera, der Verwaltungssitz des Sucos.
Zur Aldeia gehören auch die Siedlungen Ailelehun, Raimia und Lolesu. Die Aldeia bildet den Westen des Sucos Hera.

## Einrichtungen
In Acanuno stehen eine Kirche und eine Grundschule. Überschwemmungen 2020 zerstörten die Escola do Ensino Básico Akanunu. Auch die Flutkatastrophe im April 2021 verursachte Schäden.
An der Westgrenze Acanunos stehen zwei Sendemasten der Timor Telecom und der Sekitar.